# Dolenčice
Dolenčice so naselje v Občini Gorenja vas - Poljane.
Gručasta hribovska vas v Škofjeloškem hribovju leži na pobočju pod Starim vrhom (1217 m) in se prvič omenja že leta 1291. K vasi spadata zaselka Gorenja in Dolenja Sevnica, na potoku Sevniščica so tri male hidroelektrarne. V vasi je rojen slikar Anton Ažbe.